# Panulirus laevicauda
Panulirus laevicauda is een tienpotigensoort uit de familie van de Palinuridae. De wetenschappelijke naam van de soort is voor het eerst geldig gepubliceerd in 1817 door Latreille.